# Stopplaats Kisveld
Kisveld (geografische afkorting Kv) was een stopplaats aan de voormalige spoorlijn Neede - Hellendoorn. De stopplaats was geopend van 1 mei 1910 tot 15 mei 1930.